# グレッグ・バラード
グレゴリー・バラード (Gregory Ballard, 1955年1月29日 - 2016年11月9日) は、アメリカ合衆国の元プロバスケットボール選手、指導者。身長201cm、体重97kg。ポジションはスモールフォワード。1978年ワシントン・ブレッツ優勝メンバー。

## 経歴
バラードはロサンゼルスで生れ、高校時代はバスケットボールと野球で活躍した。進学したオレゴン大学では学校記録となる通算1,119リバウンドをあげ、4年次には平均21.7得点でオールアメリカ2ndチームに選ばれた。
1977年、バラードはNBAドラフト全体4位でワシントン・ブレッツに入団した。1年目の1977-78シーズン、ウェス・アンセルドやエルヴィン・ヘイズらを擁したブレッツはファイナルに進出し、シアトル・スーパーソニックスを破ってリーグチャンピオンに輝いた。チームは翌1978-79シーズンも2年連続となるファイナル進出を果たしたがソニックスに敗退した。
1980年代初め、優勝時の主力の相次ぐ退団によってバラードはブレッツのエースとなった。1981-82シーズンには自己最高の平均18.8得点8.0リバウンドを記録している。バラードはブレッツで8シーズンプレーし、出場試合（球団史上3位）・リバウンド（同5位）・スティール（同2位）などでチーム史上トップ10の数字を残した。
バラードは1985年にゴールデンステート・ウォリアーズに移籍して2シーズンプレーした後、1987年から1988年までをイタリアのプロリーグで過ごした。1989年にシアトル・スーパーソニックスで2試合に出場したのを最後に現役を引退した。NBAでの成績は、802試合の出場で通算9,953得点4,858リバウンド（平均12.4得点6.1リバウンド）であった。
引退後、バラードはダラス・マーベリックス、ミネソタ・ティンバーウルブズ、アトランタ・ホークスでアシスタントコーチやスカウトとして働いた。
バラードは1996年にオレゴン州スポーツ殿堂入りを果たし、2016年に前立腺癌のため61歳で死去した。